# Litkovice
Litkovice (do roku 2007 Lítkovice, německy Litkowitz) je malá vesnice, část města Žirovnice v okrese Pelhřimov. Nachází se 3 km na západ od Žirovnice. V roce 2009 zde bylo evidováno 25 adres. V roce 2001 zde trvale žilo 50 obyvatel.
Litkovice je také název katastrálního území o rozloze 2,79 km2.

## Další fotografie

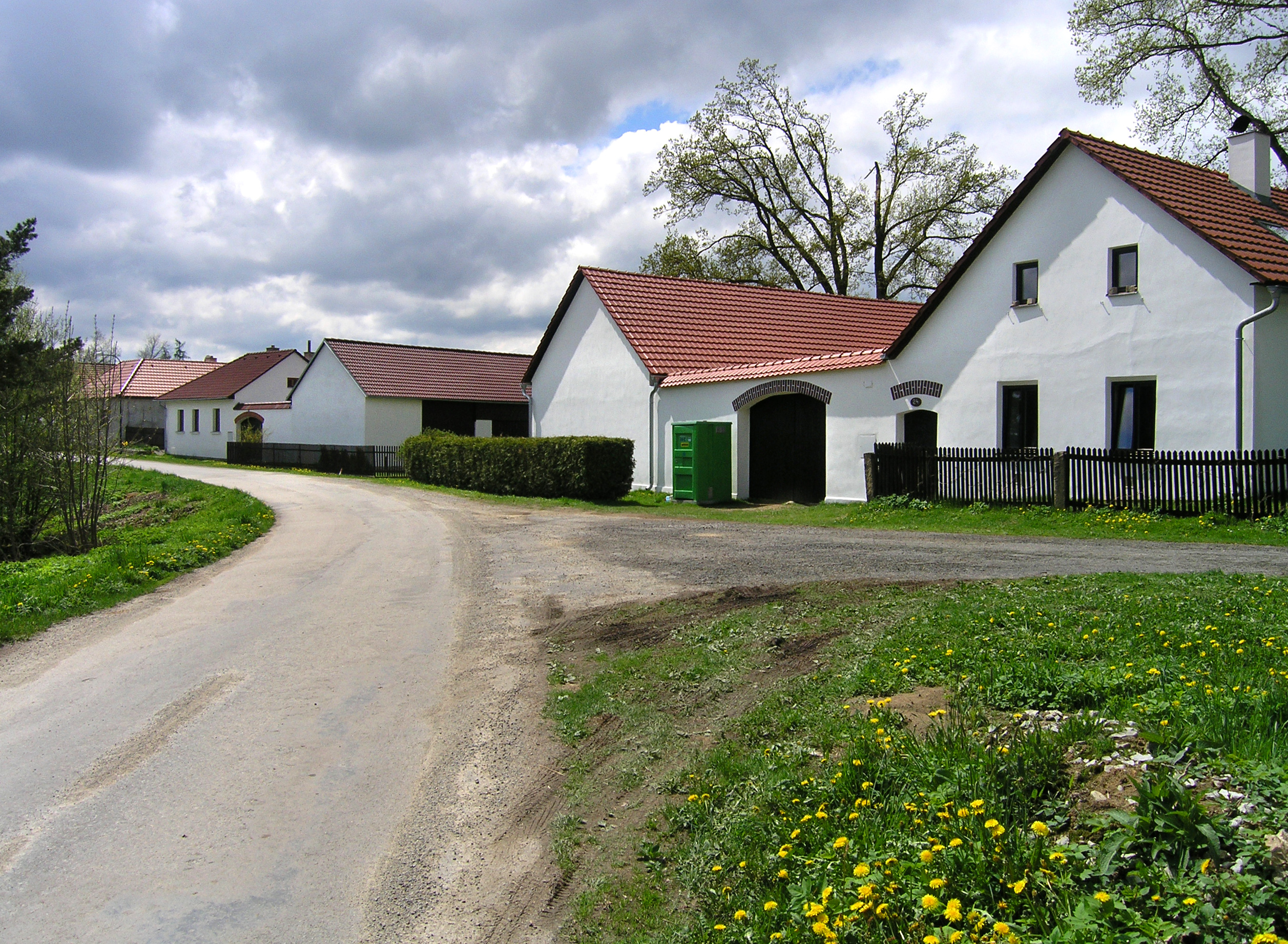
Jih vesnice
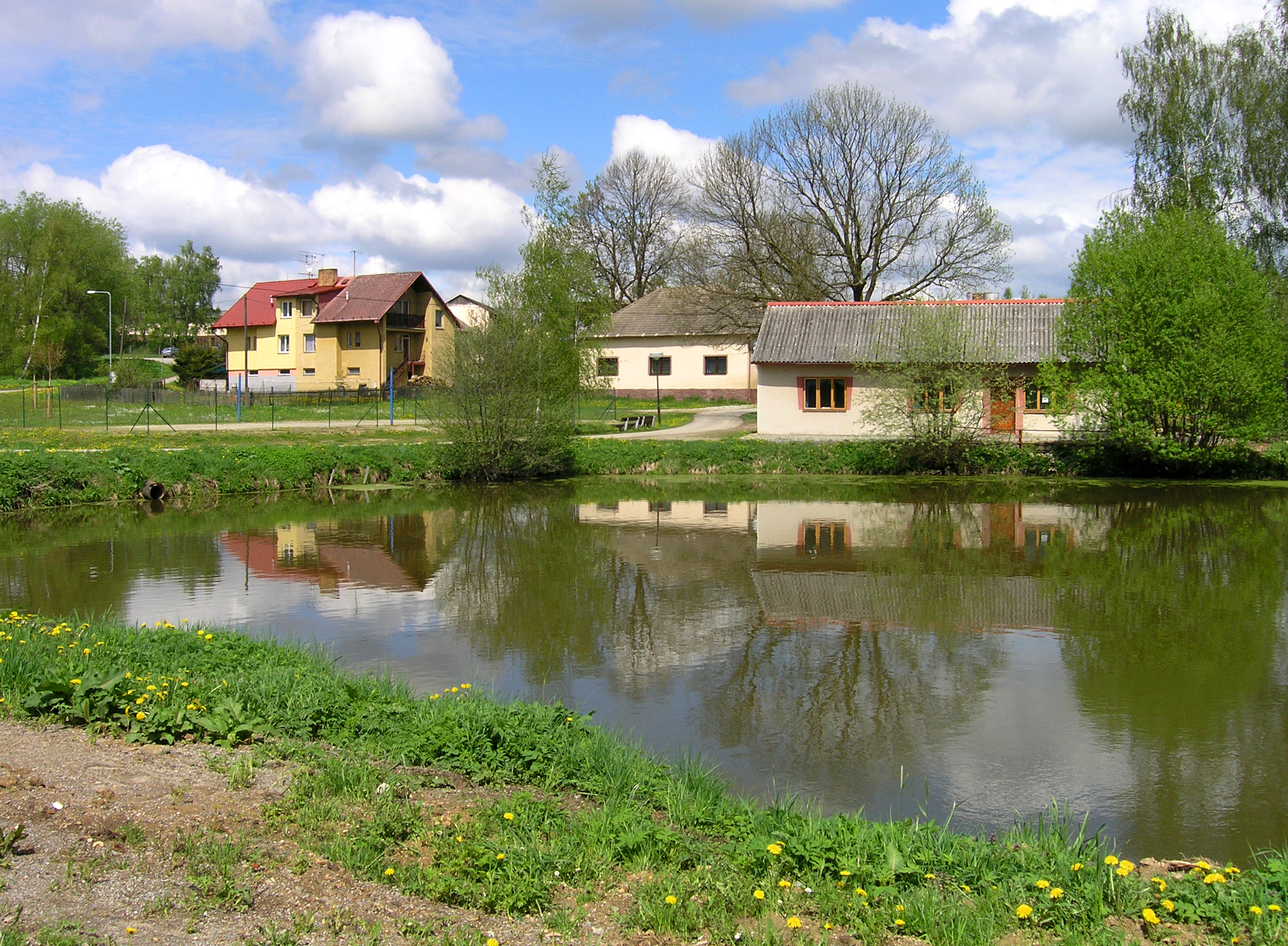
Náves s rybníkem